# Klasa papieru
Klasa papieru – rodzaj klasyfikacji papieru stosowany przed laty. Klasyfikacja ta wskazywała z jakich surowców włóknistych był wyprodukowany papier.
Papiery klasy I, II i III to typowe papiery bezdrzewne. Papier jest tym trwalszy i mocniejszy im mniejszy udział procentowy ścieru drzewnego.
| klasa | zawartość włókien szmacianych (%) | zawartość włókien celulozowych drzewnych (%) | zawartość ścieru drzewnego (%) | zawartość włókien makulaturowych mieszanych (%) |
| ----- | --------------------------------- | -------------------------------------------- | ------------------------------ | ----------------------------------------------- |
| I     | 100                               | -                                            | -                              | -                                               |
| II    | 50                                | 50                                           | -                              | -                                               |
| III   | -                                 | 100                                          | -                              | -                                               |
| IV    | -                                 | 80                                           | 20                             | -                                               |
| V     | -                                 | 60                                           | 40                             | -                                               |
| VI    | -                                 | 40                                           | 60                             | -                                               |
| VII   | -                                 | 30                                           | 70                             | -                                               |
| VIII  | -                                 | 18                                           | 82                             | -                                               |
| IX    | -                                 | -                                            | 100                            | -                                               |
| X     | -                                 | -                                            | -                              | 100                                             |